# Dendrochilum javieriense
Dendrochilum javieriense é uma espécie de orquídea (Orchidaceae) do Sudeste Asiático.